# Zehnbach (Gemeinde Purgstall an der Erlauf)
Zehnbach ist eine Ortschaft und eine Katastralgemeinde der Gemeinde Purgstall an der Erlauf im Bezirk Scheibbs in Niederösterreich.

## Geschichte
Laut Adressbuch von Österreich waren im Jahr 1938 in der Ortsgemeinde Zehnbach eine Holzstoff- und Pappenfabrik und einige Landwirte mit Direktvertrieb ansässig.

## Siedlungsentwicklung
Zum Jahreswechsel 1979/1980 befanden sich in der Katastralgemeinde Zehnbach insgesamt 112 Bauflächen mit 45.996 m² und 47 Gärten auf 147.755 m², 1989/1990 gab es 118 Bauflächen. 1999/2000 war die Zahl der Bauflächen auf 348 angewachsen und 2009/2010 bestanden 209 Gebäude auf 395 Bauflächen.

## Bodennutzung
Die Katastralgemeinde ist landwirtschaftlich geprägt. 417 Hektar wurden zum Jahreswechsel 1979/1980 landwirtschaftlich genutzt und 96 Hektar waren forstwirtschaftlich geführte Waldflächen. 1999/2000 wurde auf 418 Hektar Landwirtschaft betrieben und 94 Hektar waren als forstwirtschaftlich genutzte Flächen ausgewiesen. Ende 2018 waren 400 Hektar als landwirtschaftliche Flächen genutzt und Forstwirtschaft wurde auf 95 Hektar betrieben. Die durchschnittliche Bodenklimazahl von Zehnbach beträgt 41,1 (Stand 2010).